# Vanapark
Le vieux parc (estonien : Vanapark) est un parc de Pärnu en Estonie.

## Présentation
Construit en 1831 et d'une surperficie de 3,8 hectares, c'est le plus ancien parc de la ville de Pärnu.
Aujourd'hui, le parc abrite une aire de jeux pour enfants et le monument du vieux parc.
Le parc est une zone de protection de la nature.

## Histoire
Dans la première moitié du XIXe siècle, les responsables de la ville et le maire Goldmann ont commencé à prêter attention à l'aménagement paysager de la ville. Les premiers arbres du parc ont été plantés en 1831 à la demande de Goldmann au bout de la rue Kuninga tänav, à côté de la rue Karja tänav.
La création du parc ayant été organisée par le maire Goldmann, le parc s'appelait Parc de Goldmann.
C'était le premier parc public de Pärnu.
Initialement, des arbres et des arbustes indigènes ont été plantés dans le parc.
Des tilleuls apportés de Hollande ont été plantés le long de la rue appelée Vanapargi tänav.
Les visiteurs du parc Goldmann pouvaient jouer au billard, lire des journaux.
En même temps, il y avait un kiosque où un orchestre jouait les fins de semaine.
L'endroit est devenu un lieu de rassemblement et de divertissement pour les estivants.
Plus tard, lorsque d'autres parcs ont été construits dans la ville de Pärnu, le parc s'est appele le vieux parc.
Dans la seconde moitié du XXe siècle, le parc a été amélioré : davantage de terre y a été transportée, de l'herbe a été semée et des arbres et des arbustes ont été plantés.
Les sentiers ont été pavés.
Une aire de jeux pour enfants, avec des balançoires et un bac à sable, a été construite.

## Galerie

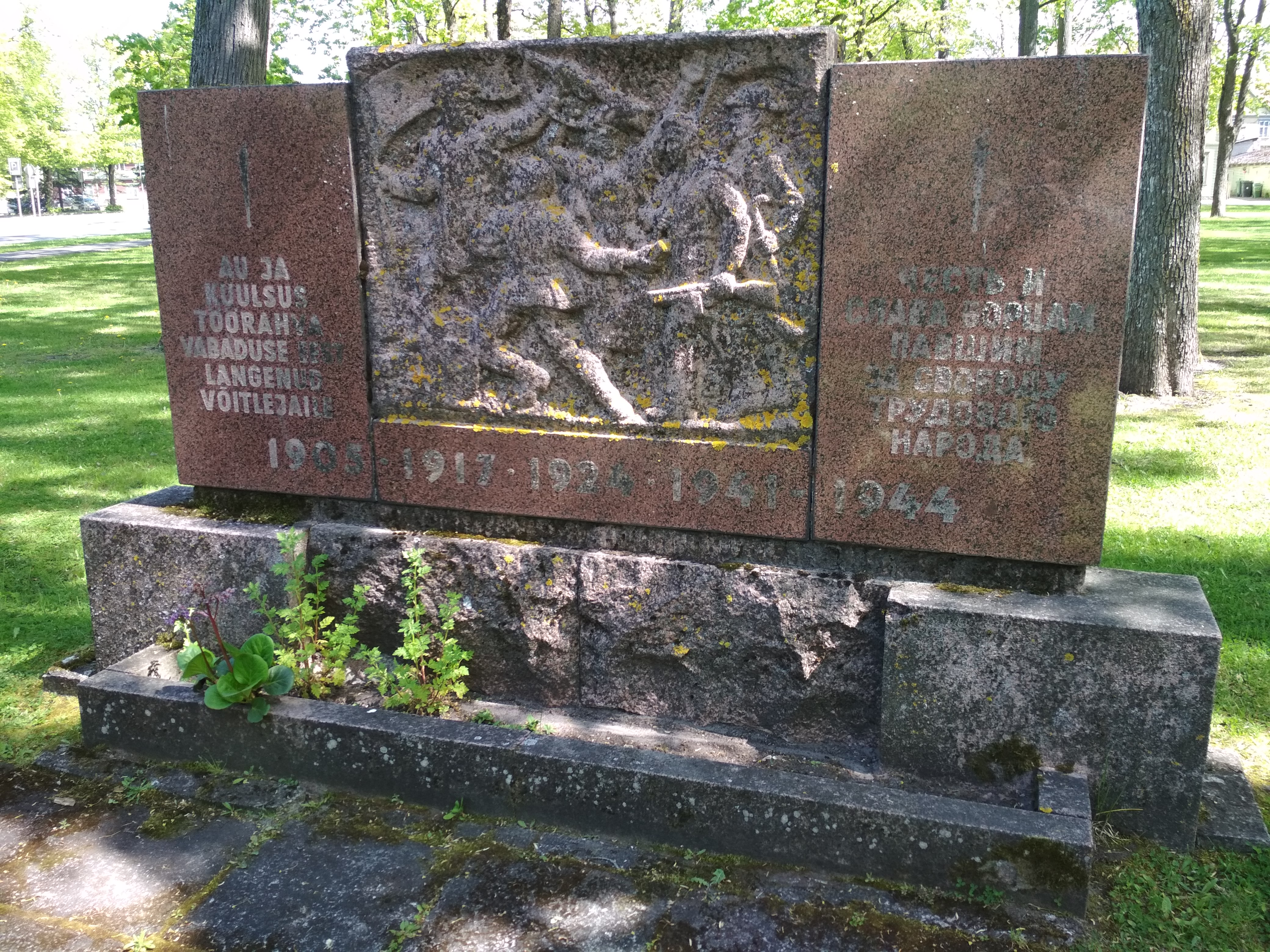
Le monument du vieux parc.